# Profertil Arena Hartberg
Die Profertil Arena Hartberg ist eine Sportanlage in der steirischen Bezirkshauptstadt Hartberg.
Das Stadion ist Heimstätte des Fußballvereins TSV Hartberg, der im Sommer 2018 den Aufstieg in die Bundesliga, die höchste österreichische Spielklasse, schaffte. Eigentümer des Stadions ist die Stadtgemeinde Hartberg. Beim Stadion handelt es sich um eine multifunktionelle Sportanlage, die sowohl für Fußballspiele, als auch für Leichtathletikveranstaltungen geeignet ist. Darüber hinaus wird das Stadion für andere Events, wie Musikveranstaltungen, verwendet.
Das Stadion ist mit vier überdachten Tribünen ausgestattet. Zusätzlich zur Ost- und Westtribüne wurden 2018 hinter den Toren zwei mobile Tribünen angebracht. Das Stadion ist weiters mit einer bundesligatauglichen Flutlichtanlage ausgestattet und verfügt über einen großzügigen VIP-Bereich mit eigener Gastronomie.
Für Leichtathletikveranstaltungen ist das Stadion mit sechs Rundbahnen (Tartan), Hürden, Wassergraben, Speerwurf, Weitsprung-, Dreisprung-, Hochsprung-, Kugelstoß-, Diskus- und Hammeranlage, einem Wurfkäfig ausgestattet. Das Stadion ist vom österreichischen Leichtathletik-Verband homologiert.
Im August 2014 wurde das Stadion in Profertil Arena Hartberg umbenannt.
Aufgrund von Vorschriften der Bundesliga, die ab der Saison 2025/26 gültig werden, steht der TSV Hartberg vor der Frage, ob das Stadion neu gebaut oder adaptiert wird.

## Weitere Bilder

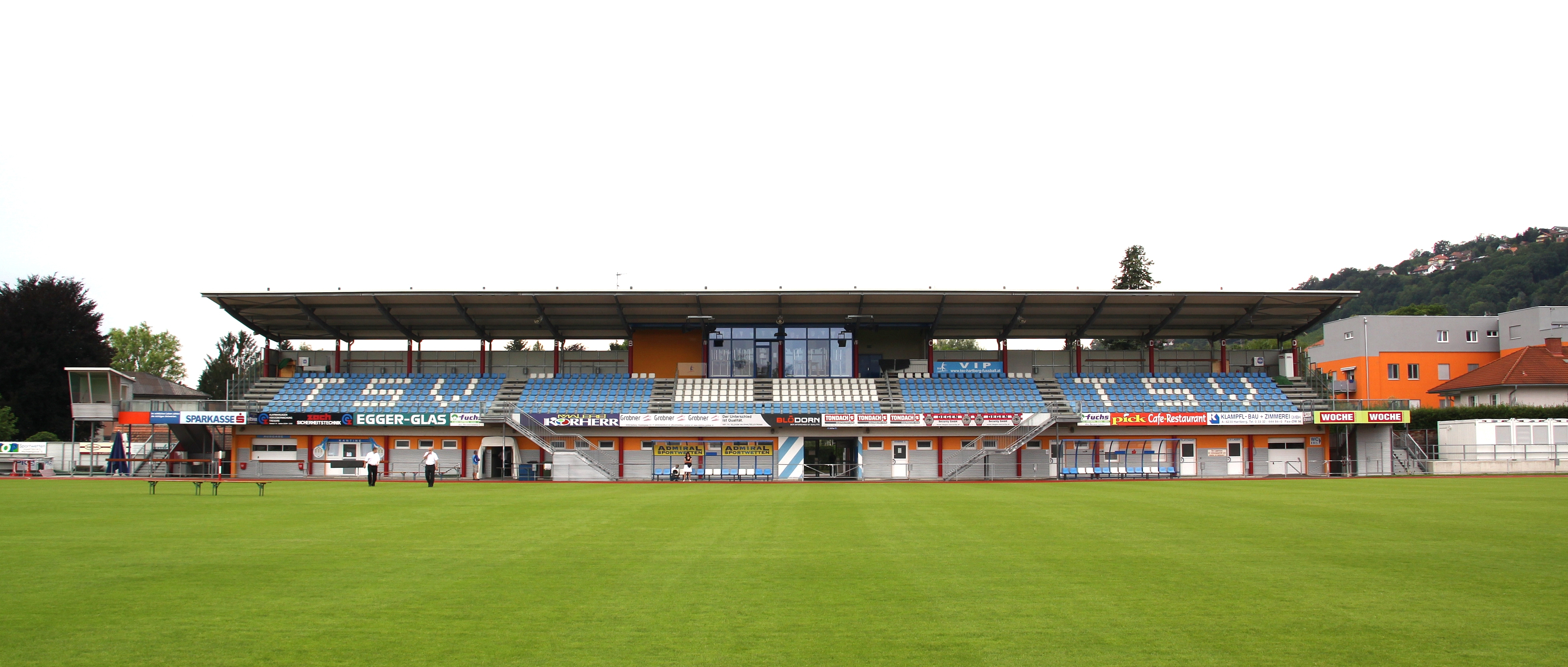
Leere Haupttribüne
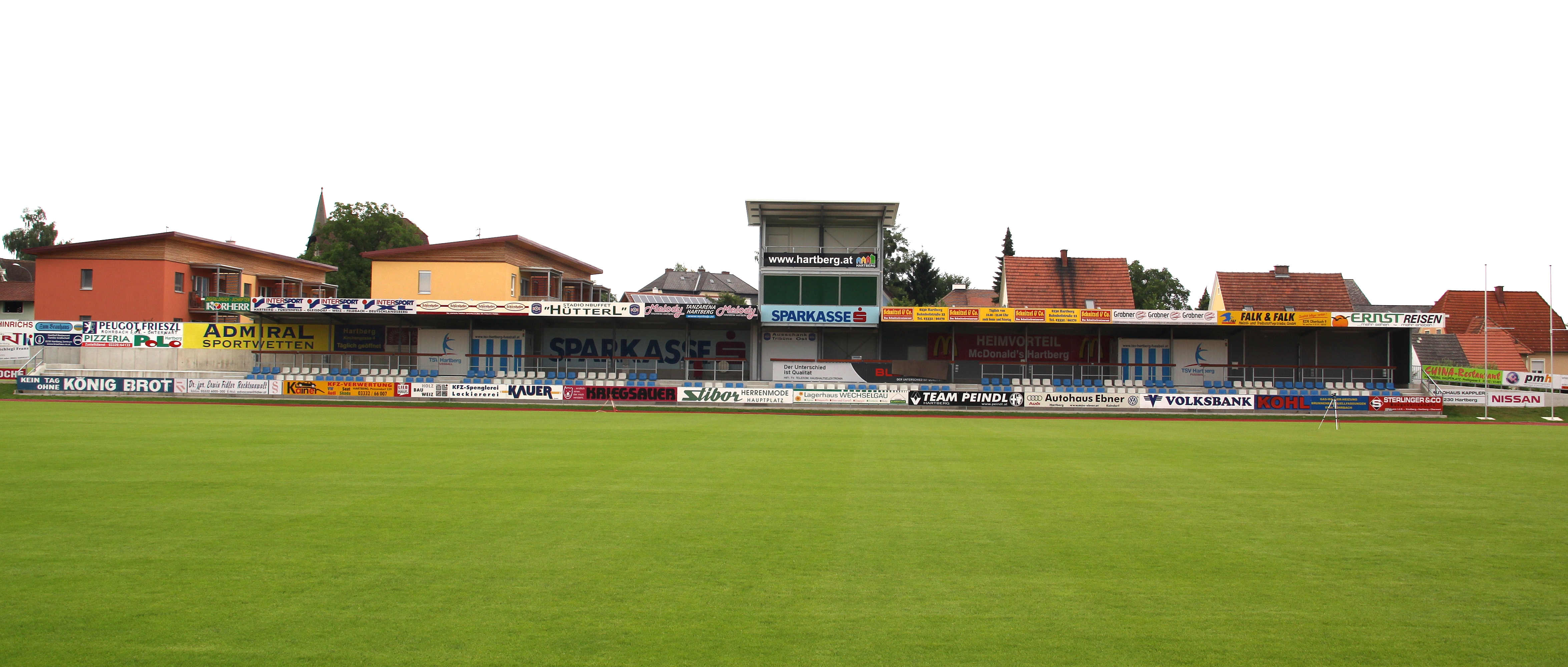
Gegentribüne (Ost bzw. Gäste) vor dem Umbau
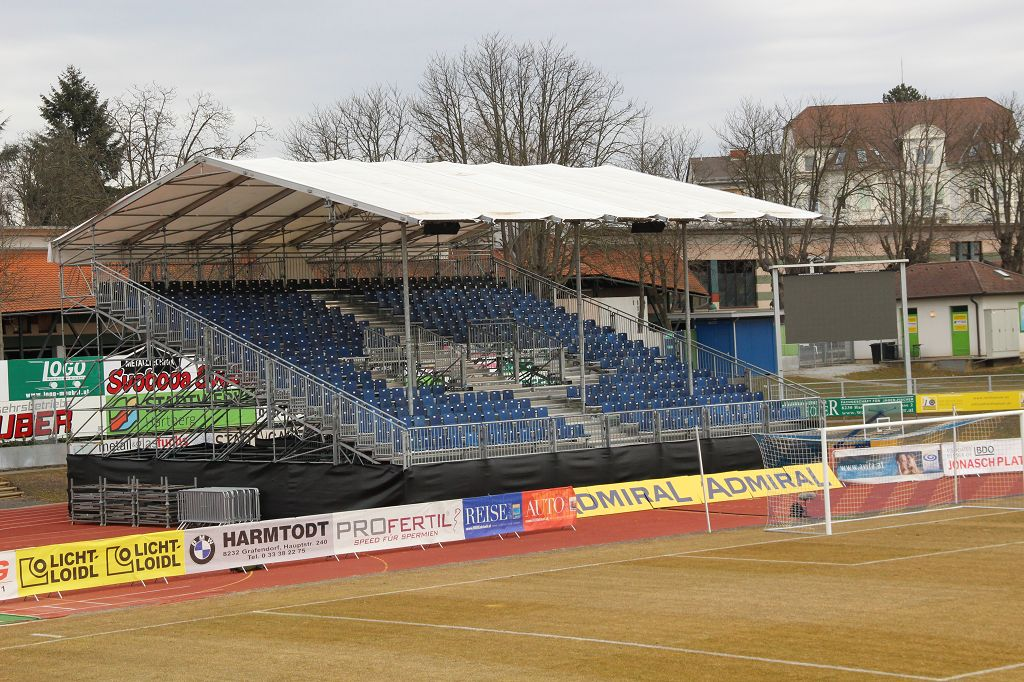
Nördliche Zusatztribüne von vorne
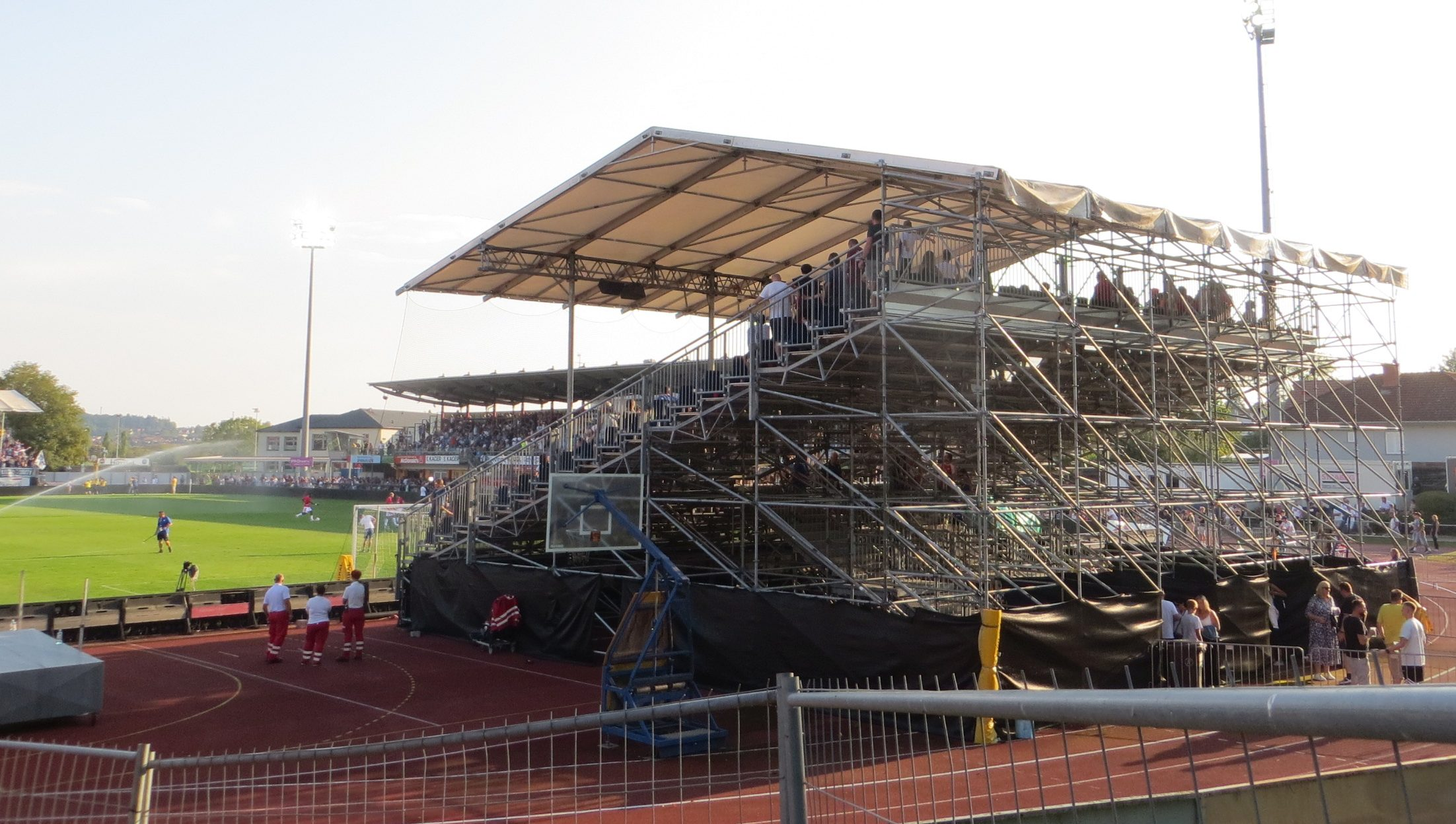
Nördliche Zusatztribüne von hinten
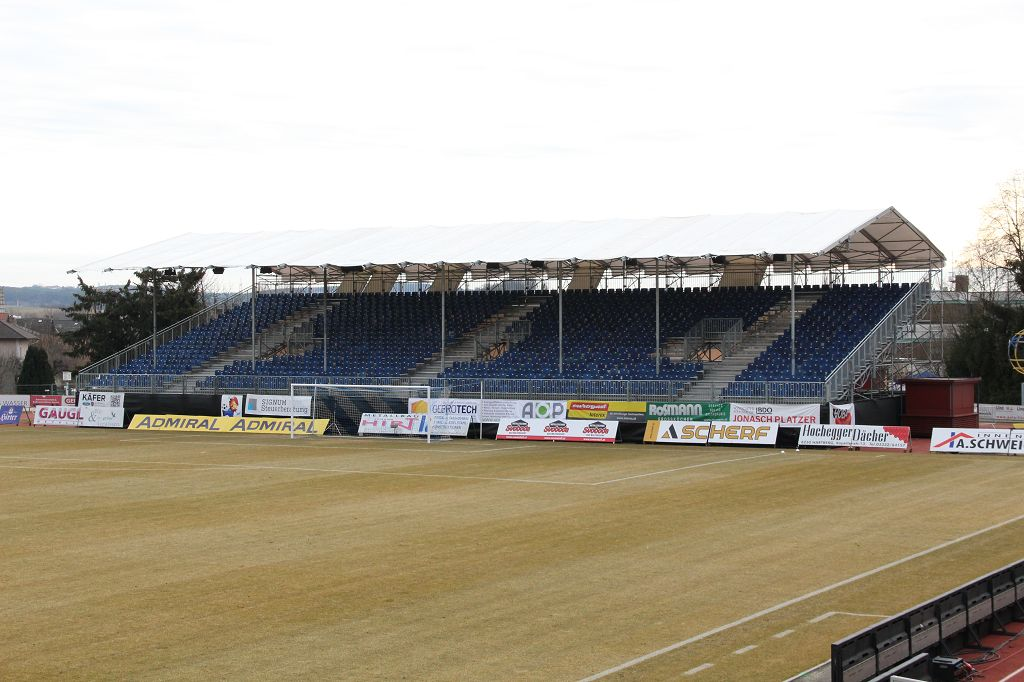
Südliche Zusatztribüne
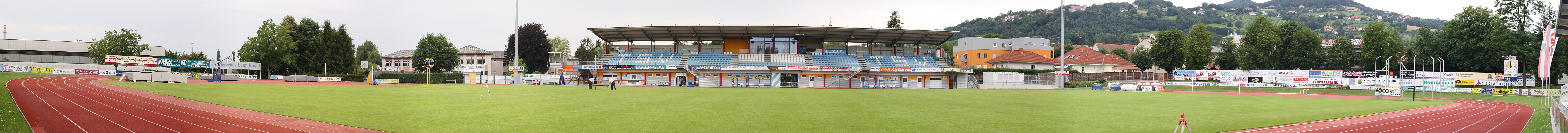
Panoramabild des Hartberger Stadions mit Haupttribüne ohne die 2018 aufgestellten Zusatztribünen